# 中国电信博物馆
中国电信博物馆，位于北京市海淀区学院路42号，是中华人民共和国通信行业综合性博物馆、国家二级博物馆，隶属中国电信集团公司。

## 开放时间
- 周一（除国家法定节假日）闭馆
- 周二至周五团体参观
- 周六周日公众参观
- 09:00-开馆
- 16:00-停止入馆
- 17:00-闭馆

## 历史
1983年，中华人民共和国邮电部成立中国邮电博物馆筹建处。1999年8月30日首次对外接待第22届万国邮政联盟大会代表团。2001年9月，更名为现在名字，隶属中国电信集团公司。同年10月30日，中国电信博物馆正式对外开放。截至2012年有馆藏文物17000多件，展出面积7000多平方米。2012年，该馆宣布“本馆因内部装修暂时关闭”。
中国电信博物馆对外开放初期，设有通信史厅、科技科普厅等。通信史厅展示了自3000多年前通信活动萌芽到当代电信发展成果。陈列通信藏品千余件，包括清末龙图案电话机、共电式人工交换机、韦斯登重锤式发报机等。2008年，中国电信博物馆推出“中国电信专题展览”，分为企业形象展示、商务领航、电子政务、信息田园、个人信息化、我的e家等板块。